# Alfred Kalthofen
Alfred Edmund Franz Josef Kalthofen (Prachatice, 7 juni 1891 - Amsterdam, 16 mei 1973) was een arts en officier van gezondheid in Nederlands-Indië en Nieuw-Guinea.
Kalthofen, zoon van een leraar klassieke talen, studeerde na zijn gymnasiumopleiding medicijnen in Praag en Halle, maar moest na het uitbreken van de Eerste Wereldoorlog in 1914 onder de wapenen. Na onder meer deelgenomen te hebben aan de gevechten aan het Isonzofront, werd hij in 1916 in de gelegenheid gesteld zijn studie te voltooien in Graz. Gedurende het laatste oorlogsjaar werkte Kalthofen als scheepsarts, na de oorlog in een Weens ziekenhuis. In 1920 werd hij geënthousiasmeerd voor een militaire carrière in Nederlands-Indië door generaal-majoor Nauta, inspecteur van de Militair Geneeskundige Dienst van het Nederlandsch-Indisch Leger die in Wenen op zoek was naar artsen. In 1921 vertrok de ongehuwde Kalthofen als officier van gezondheid tweede klasse naar Indië, waar hij werd geplaatst in Weltevreden en Magelang. Maar al spoedig meldde hij zich aan voor de afgelegen garnizoensplaats Long Nawang in Borneo, waar hij het 'onder de koppensnellers', de Dajak, uitstekend naar zijn zin bleek te hebben. 
Hij blijft werken onder de koppensnellers als hij in 1925 als gouvernementsarts vertrekt naar Merauke aan de zuidkust van Nieuw-Guinea, waar hij de charismatische missionaris Petrus Vertenten ontmoet. Deze heeft de noodklok geluid bij de Nederlandse overheid over de verwoestende werking van het granuloma venereum dat de plaatselijke Papoeabevolking bijna decimeert. Door zijn noodkreet en de daaruit volgende medische actie is Vertenten de geschiedenis ingegaan als de 'Redder der Kaja-Kaja's', maar het is dr. Kalthofen en zijn team geweest die de Papoea's rond Merauke daadwerkelijk gered hebben voor de ondergang. In die jaren in Merauke figureert Kalthofen in het succesvolle reisverslag van de Deen Aage Krarup Nielsen, als de man die de kunst verstaat om met inlanders om te gaan en hun vertrouwen te winnen, zelfs van de wilde en primitieve koppensnellers, die deze streken bewonen (p. 107). Kalthofen was de eerste arts van het 
strafkamp Boven-Digoel. Zij opvolger daar was L.J.A. Schoonheyt.
In 1929, tijdens zijn studieverlof, laat hij zich naturaliseren tot Nederlander en treedt in Wenen in het huwelijk. Hij heeft zich nu bekwaamd in de radiologie en wordt na zijn terugkeer in Nederlands-Indië radioloog in verscheidene militaire hospitalen. Kalthofen, inmiddels majoor, werkt in Tjimahi als hij wordt geïnterneerd door de Japanse bezetter. Hij zal de gehele bezettingstijd in krijgsgevangenschap op Java doorbrengen. In 1948 keert hij voorgoed terug naar Nederland, waar hij tot 1963 hoofd zal zijn van een consultatiebureau. Hij overlijdt op 81-jarige leeftijd.

## Publicaties
- "De bestrijding van het venerisch granuloom onder de Kaja-Kaja's van Nederlandsch Zuid Nieuw-Guinea", in: Geneeskundig Tijdschrift voor Nederlandsch-Indië 68, 1928
- "De betekenis van röntgen- en radiumstralen in de moderne kankerbehandeling", in: Geneeskundig Tijdschrift voor Nederlandsch-Indie 76, 1936
- "Bijdrage tot het vraagstuk van primaire longkanker, op grond van ervaringen, opgedaan bij het kleinbeeld-onderzoek van 225.052 Amsterdammers", in: Nederlands Tijdschrift voor Geneeskunde, 1955

## Bron
- M.M. Hilfman, "In memoriam Dr. A.E.F.J. Kalthofen", in: Nederlands Tijdschrift voor Geneeskunde 117, nr. 26, 1973, p. 999-1000
- Aage Krarup Nielsen, In het land van kannibalen en paradijsvogels. Amsterdam: Querido, 1930